# Шарыпов, Владимир Николаевич
Владимир Николаевич Шарыпов (род. 19 июня 1984, Иваново) — российский муниципальный деятель, глава города Иваново (15 ноября 2016 — 4 июня 2024).

## Биография
Родился 19 июня 1984 года в Иванове. Учился в ивановской школе № 3.
В 2005 году окончил Ивановский государственный энергетический университет с присуждением степени бакалавра экономики. В следующем году защитил диплом инженера по специальности «Промышленная энергетика».
С 2006 по 2013 год работал в ОГУП «Ивановский центр энергосбережения». За это время Шарыпов прошёл путь от инженера до директора предприятия. В 2014 году занял пост начальника Региональной службы по тарифам Ивановской области. В 2015 году возглавил департамент энергетики и тарифов Ивановской области. В июле 2015 года стал руководителем комплекса развития инфраструктуры Ивановской области и заместителем губернатора Ивановской области.
В октябре 2016 года Шарыпов, как ставленник губернатора, стал рассматриваться в качестве одного из кандидатов на пост главы города Иваново. Помимо Шарыпова на него претендовали И. В. Чебыкин, А. Г. Фомин, А. С. Кузьмичёв, М. М. Шмелёв. 20 октября на встрече губернатора П. А. Конькова с крупным и средним бизнесом большинство дельцов высказалось в поддержку Шарыпова. 2 ноября 2016 года городская дума избрала главой города Шарыпова. За его кандидатуру проголосовало 27 депутатов из 30 (против выступили представители КПРФ и «Справедливой России», депутат от ЛДПР воздержался). Шарыпов вступил в должность 15 ноября 2016 года. Инаугурация прошла в Белом зале Музея промышленности и искусств.

### Глава города
Шарыпов стал одним из самых молодых руководителей российских городов и самым молодым главой в истории Иванова: на момент вступления в должность ему было 32. Отмечается, что Шарыпов, несмотря на склонность к нестандартным для чиновника поступкам (поездки на работу на велосипеде, съёмки в клипе и т. д.), оказался достаточно жёстким руководителем. Так, в процессе принятия бюджета города на 2017 год, несмотря на попытки отдельных чиновников показать свою самостоятельность, в конце концов почти по всем вопросам дума приняла именно те решения, которые предлагала мэрия.
Годовой задекларированный доход Шарыпова за 2016 год составил 5,5 млн рублей, что 4,5 раза больше, чем доход за 2015 год.
В 2017 году Шарыпов поспособствовал реализации проекта «селфи-маршрут», в рамках которого на улицах города за счёт внебюджетных средств устанавливаются малые архитектурные формы (арт-объекты), на фоне которых, по замыслу создателей, прохожие должны себя фотографировать. Арт-объекты вызвали неоднозначную реакцию среди горожан и довольно негативные отзывы художников и дизайнеров.
В 2018 году не стал спасать от банкротства ивановскую кондитерскую фабрику «Красная Заря» в порядке создания муниципально-частного партнерства. В результате имущество фабрики банком было распилено и распродано.
14 февраля 2019 года на Владимира Шарыпова было совершено покушение. Когда глава города подходил к собственному дому, неизвестный напал на него с битой и постарался избить с угрозой для жизни. Мэр оказал сопротивление и постарался задержать злоумышленника, но тому удалось скрыться. В результате нападения Шарыпов получил лёгкие травмы.
22 ноября 2021 года Управление Следственного комитета России  по Ивановской области сообщило о раскрытии уголовного дела в отношении 33-летнего ярославца, обвиняемого в покушении на мэра Иваново Владимира Шарыпова. Обвиняемому инкриминируется ч. 3 ст. 30 и п. «з» ч. 2 ст. 105 Уголовного кодекса РФ (покушение на убийство по найму).
4 июня 2024 года ушёл в отставку по собственному желанию, и в тот же день назначен советником губернатора Ивановской области.